# Abbaye de Beaulieu (Meuse)
L'abbaye Saint-Sauveur et Saint-Maurice de Beaulieu-en-Argonne, anciennement appelée abbaye de Vasloge, est une ancienne abbaye bénédictine située dans la commune de Beaulieu-en-Argonne, dans le diocèse de Verdun, fondée en 642 par Saint Rouin, un moine de l'abbaye de Tholey.

## Situation
Située au cœur d'une forêt dans la région d'Argonne, l'abbaye est à quatorze kilomètres au sud-est de la ville de Sainte-Ménéhould et à vingt-sept kilomètres au sud-ouest de la ville de Verdun.
Elle est implantée dans le comté de Bar dans une zone frontalière avec le comté de Champagne, qui l'a plusieurs fois revendiquée comme faisant partie de son territoire.

## Histoire

### Fondation
L'abbaye est fondée en 642 par saint Rouin, un moine de l'abbaye de Tholey, probablement d'origine irlandais, désireux de vivre en ermite et qui à quitter son abbaye pour se rapprocher de son ami saint Paul, lui aussi ancien moine de Tholey mais devenu évêque de Verdun. Il s'installe alors dans la forêt d'Argonne, sur une hauteur inhabitée du nom de Vasloge (situé entre Beaulieu-en-Argonne et Waly), après des heurts avec un certain Austresius, propriétaire de cette forêt.
Il y fait construire un premier monastère, qu'il appelle abbaye de Vasloge, qu'il dédie à saint Maurice dont il a rapporté une relique de l'abbaye de Saint-Maurice lors d'un pèlerinage à Rome afin d'obtenir la validation de la fondation de sa nouvelle abbaye.

### Déménagement
Au début du XIe siècle, les invasions vikings ont laissé l'abbaye dévastée et Richard, abbé de Saint-Vanne de Verdun, est alors chargé de la rétablir ainsi que d'autres abbayes de la région.
Richard confie cette réforme à Poppon de Stavelot, qui décide de transférer l'abbaye sur une colline voisine où elle prend le nom de Beaulieu.

## Liste des abbés
Cette liste des abbés couvre la période qui va de sa fondation dans le milieu du VIIe siècle jusqu'à sa dissolution en 1791 à l'issue de la Révolution française. Elle est partiellement incomplète et peut comporter plusieurs inexactitudes, y compris dans l'orthographe des noms, assez libre à l'époque. Elle a été dressée à partir de chartes, parfois non datées, dont certaines ont été sujettes à des interprétations.

### Abbés réguliers
- Saint Rouin, de 642 jusque vers 691
- Étienne Ier, choisi comme successeur par Saint Rouin
- Didier
- Thierry Ier
- Rainier
- Thiébaud Ier
- Gervaise Ier
- Rémy
- Bx Richard, qui réforme l'abbaye en 1015
- Saint Poppon, qui réforme aussi l'abbaye mais sans avoir le titre d'abbé
- Godefroy, vers 1081
- Gerebert, vers 1090
- Robert Ier, élu en 1120
- Albric, en 1123
- Robert II, vers 1127
- Hugues Ier, vers 1136
- Eudes
- Rodulphe, vers 1145
- Henri, vers 1153
- Gervaise II, vers 1160
- Albert Ier, vers 1162, 1172 et 1181
- Thierry II
- Gerbert Ier, vers 1207
- Ulric, vers 12220
- Foulques Ier, vers 1229, 1231 et 1233
- Nicolas Ier, vers 1237
- Albert II, vers 1244
- Milon, , vers 1248
- Garnier, vers 1249 et 1254
- Guillaume Ier, vers 1256
- Jean II, vers 1260
- Nicolas II, vers 1260
- Hébert, vers 1273
- Foulques II, vers 1280
- Gerbert II, vers 1289
- HugoII, vers 1293
- Thierry III, vers 1297
- Gui Ier de Pernes, vers 1300 et 1303, résigne pour se retirer en Italie
- Étienne II, vers 1307
- Gautier, élu en 1309
- Hugues III, vers 1312
- Gui II, vers 1315
- Hugues IV, vers 1317, 1321, 1324 et 1327
- Philippe, de 1329 à 1334
- Jean III
- Nicolas III, vers 1336
- Jean IV, vers 1338
- Pierre Ier de Maillet, vers 1340, 1342, 1345 et 1347
- Hugues V, vers 1357 et 1362
- Thibaut II, 1364
- Hugues VI de Bar, vers 1375
- Nicolas IV, vers 1384
- Jean V de Presles, élu en 1391
- Pierre II, l'abbaye brûla sous son abbatiat en 1399
- Hugues de Châtillon, résigne en 1403 pour l'abbaye Saint-Jean de Laon
- Ferri de Grancey, élu vers 1419 après une vacance de plusieurs années
- Ferri de Vandœuvre, élu vers 1419
- Dominique Dupont, subit de lourdes accusations sur sa conduite et son administration, mort 1453
- Gérard Cumin, abbé vers 1456 bien que son élection ne soit pas approuvée
- Geoffroy Soreau, évêque de Châlons, résigne en 1482 pour l'abbaye de Saint-Germain-des-Prés
- Robert de Lespinasse, contraint de résigner en 1482 à l'abbaye de Saint-Germain-des-Prés pour celle de Beaulieu
- Claude de Dinteville, mort en 1507, abbé régulier bien qu'en possession de plusieurs abbayes

### Abbés commendataires
- Érard de La Marck, cardinal, évêque de Liège et de Chartres
- Louis de Lorraine, évêque de Verdun
- Antoine de la Mark, fils de Robert de La Marck, maréchal de France
- François de Tournon, cardinal, archevêque de Bourges
- Robert de Lenoncourt, cardinal, évêque de Châlons
- Guillaume de la Marck, mort en 1558
- Charles de Roucy, évêque de Soissons, mort en 1585
- Antoine de Lorraine, nommé en 1586
- Henri de Nettancourt, nommé par le roi en 1589 mais non agréé par le pape
- Éric de Lorraine, évêque de Verdun, nommé en 1590 et résigne en 1610
- Charles de Lorraine, neveu du précédent à qui il succède comme évêque et comme abbé
- François de Lorraine, frère du précédent à qui il succède comme évêque et comme abbé
- François Du Pas de Feuquières, nommé en 1640
- Henri II de Lorraine, de 1663 jusqu'à sa mort en 1672
- Louis-Marie de Rommecourt, nommé par le roi en 1672 jusqu'à sa mort en 1728
- Frédéric-Jérôme de La Rochefoucauld, archevêque de Bourges
- Charles Antoine de La Roche-Aymon, ordonné cardinal en 1772 où il résigne pour l'abbaye de Saint-Germain-des-Prés
- Louis-Albert de Lezay-Marnésia, auparavant évêque d'Evreux, abbé commendataire lors la suppression des ordres religieux en 1790.